# 180Grader
180Grader er en brugerstyret netavis med et oprindeligt liberalistisk sigte, der blev startet d. 30. april 2007 af Ole Birk Olesen, journalist (tidligere Berlingske Tidende), Thomas Breitenbach Jensen (redaktør på liberator.dk), sammen med Jimmi Meilstrup og Kresten Buch (begge medejere af bold.dk).  Chefredaktører på 180Grader er fra november 2020 August Steengaard og Ida Egede, der overtog posten efter Claes Kirkeby Theilgaard.
Efter det første leveår 2007 havde netavisen et underskud på 952.000 kroner
Saxo Bank-stifteren Lars Seier Christensen skød sidst i 2009 et ukendt beløb ind i avisen, hvor han købte 40% af selskabet igennem sit holdingselskab Seier Capital. I 2016 trak Lars Seier Christensen sig ud ud af ejerkredsen.
Netavisen skal efter eget udsagn udfylde et tomrum i den danske medieverden, der ifølge avisens grundlæggere ikke er borgerlig.
Det er netavisens mål at være et borgerligt alternativ til bl.a. papiravisernes netudgaver. Avisen indeholder også andre budskaber end liberale, men disse vægtes sjældent højt af avisens egne læsere.
Artiklerne skrives af netavisens egne brugere, som også kan vurdere avisens artikler, således at de flest opstemte artikler får flere visninger. 
Siden havde ca. 10.000 besøgende dagligt (aug. 2010).